# Zaboršt, Domžale
Zaboršt je naselje s skoraj 800 prebivalci (2020) v Občini Domžale.